# Maksymilian Klimczuk
Maksymilian Klimczuk (ur. 28 marca?/9 kwietnia 1899 w Derewku, zm. w 1940 na Ukrainie) – polski samorządowiec i działacz polityczny związany z Polesiem, poseł na Sejm V kadencji w II RP (1938–1939), wachmistrz Wojska Polskiego, ofiara zbrodni katyńskiej. 

## Życiorys
Urodził się w Derewku, w ówczesnym powiecie pińskim guberni mińskiej, w rodzinie Joachima i Aleksandry z Lubieżaninów. W 1911 roku ukończył szkołę powszechną w rodzinnym Derewku, później kształcił się w szkole rolniczej w Kostromie (której nie ukończył ze względu na działalność w ZMP „Zet”) oraz rosyjskiej szkole podoficerów. W latach 1916–1918 służył w 5 Aleksandryjskim Pułku Huzarów, a pod koniec wojny w Polskiej Organizacji Wojskowej. Od grudnia 1918 roku w 6 pułku Ułanów Kaniowskich. 22 czerwca 1922 roku został przeniesiony do rezerwy w stopniu wachmistrza. 
Po zwolnieniu z wojska osiadł na rodzinnym gospodarstwie w Derewku. Od 1923 do 1925 i w latach 1931–1939 pełnił obowiązki wójta gminy Lubieszów. Był również prezesem okręgowej mleczarni w Derewku oraz lokalnego Towarzystwa Hodowców Bydła. Działał w BBWR i OZN. W latach 1938–1939 sprawował mandat posła na Sejm V kadencji wybranego w okręgu Kobryń. 
Po wejściu na Polesie wojsk sowieckich w 1939 aresztowany i zamordowany na Ukrainie w 1940. Figuruje na Ukraińskiej Liście Katyńskiej jako „Maksym Klimczuk”.

## Ordery i odznaczenia
- Krzyż Srebrny Orderu Wojskowego Virtuti Militari nr 3517 – 26 stycznia 1922 roku[2]
- Medal Niepodległości – 19 czerwca 1938 roku „za pracę w dziele odzyskania niepodległości”[3]
- Brązowy Krzyż Zasługi[1]
- Medal 3 Maja (1925)[1]
- Medal Pamiątkowy Związku Ochotniczych Straży Pożarnych[1]